# Karl Laurenz
Karl Anton Laurenz (* 11. September 1905 in Brünn, Österreich-Ungarn; † 23. November 1955 in Dresden) war ein Journalist, Jurist und Übersetzer mit zuletzt der Staatsbürgerschaft der DDR. Während seines Gerichtsprozesses äußerte er, dass er im Laufe der Jahre insgesamt fünf verschiedene Staatsbürgerschaften hatte. Wegen Spionagetätigkeit für die Organisation Gehlen – den Vorgänger des Bundesnachrichtendienstes – wurde er 1955 zusammen mit seiner Geliebten Elli Barczatis in der DDR hingerichtet.

## Leben

### Die Zeit in Brünn
Karl Laurenz wuchs in Brünn auf. Nach fünf Jahren Volksschule, fünf Jahren Realschule und Handelsakademie legte er das Abitur ab. Anschließend studierte er – weiterhin in Brünn – Rechtswissenschaft an der Masaryk-Universität. Seine Dissertation trug den Titel: „De poena capitali mutandis in temporibus“ („Über die Todesstrafe im Wandel der Zeiten“).
1924 nahm Laurenz eine Beschäftigung als Schriftleiter beim Verlag des „Tageboten“ in Brünn an, arbeitete nebenher als Übersetzer (tschechisch-deutsch) sowie als Gerichtsdolmetscher, Gerichts-, Parlaments- und Telefonstenograf. Außerdem war er Korrespondent der Neuen freien Presse Wien und der Ostrauer Morgenzeitung. Laurenz gehörte bis 1939 der „Deutsch-demokratischen Freiheitspartei“ der ČSR (Tschechoslowakei) an. 1934 schrieb er einen Leitartikel in der Neuen freien Presse, in dem er den Überfall der Nationalsozialisten auf eine Brünner Kaserne verurteilte, verhielt sich aber ansonsten weitgehend unpolitisch. Nach dem Einmarsch der Wehrmacht in die ČSR trat Laurenz nicht in die NSDAP ein und wurde nach eigenen Angaben wegen „fehlendem politischem Fingerspitzengefühl“ wiederholt vom Sicherheitsdienst verwarnt und trotz militärischer Untauglichkeit 1941 zum Militär eingezogen. Er selbst schilderte seine politische Einstellung später so: Er sei durch seine Gerichtstätigkeit, die ihm tiefe Einblicke in die politischen Verhältnisse gewährte, „jeden guten Glaubens verlustig“ gegangen, habe sich zunehmend als „pazifistischen Kosmopoliten“ gesehen und „nur drei Götter“ anerkannt: Recht, Gerechtigkeit und gesunden Menschenverstand. Laurenz war katholisch, seit dem 28. Februar 1929 verheiratet und hatte zwei um 1930 geborene Töchter. Diese verschlug es nach dem Krieg nach Wien, Laurenz’ Bruder nach Kirrlach bei Karlsruhe.

### Die DDR und Elli Barczatis
Laurenz kam gegen Ende des Zweiten Weltkriegs als Soldat an die Front und geriet 1945 in Profen (Sachsen-Anhalt) für wenige Wochen in US-amerikanische Kriegsgefangenschaft. Unmittelbar danach begann er in der Kohleindustrie zu arbeiten, zunächst im Tagebaugebiet Profen in der Verwaltung der ehemaligen Anhaltischen Kohlenwerke, die im November 1946 in die SAG Maslo (Sowjetische Aktiengesellschaft für Öl/Fett) überführt wurden. Von dort aus wechselte Laurenz zur Zentralverwaltung der Brennstoffindustrie in Berlin. Anfang 1948 trat er in die Sozialistische Einheitspartei Deutschlands (SED) ein. In der „Zentralverwaltung Kohle“ lernte Laurenz mehrere Frauen näher kennen, unter anderem 1949 die Sekretärin des „Kohle“-Präsidenten Gustav Sobottka, Elli Barczatis.
Elli Barczatis war sechs Jahre jünger als Laurenz und machte eine steile Karriere innerhalb der SED und der DDR. Ab April 1950 war sie Chefsekretärin des DDR-Ministerpräsidenten Otto Grotewohl. Laurenz dagegen fiel bei der Partei in Ungnade. 1950 schloss ihn die SED wegen „parteischädigenden Verhaltens“, „mangelnder Wachsamkeit und kleinbürgerlicher Abweichungen“ aus. Laurenz hatte sich unter anderem gegen eine neue Vorschrift ausgesprochen, Kraftfahrern die Wochenendzulagen zu streichen. 1951 geriet er als Rechtsanwaltsgehilfe wegen „Gefangenenbegünstigung“ mit dem Gesetz in Konflikt, wurde zu drei Monaten Einzelhaft verurteilt und bekam anschließend in der DDR keinen Fuß mehr auf den Boden.
Karl Laurenz wandte sein Interesse aus Frust und Ambivalenz gegenüber der DDR nach Westen und knüpfte unter anderem Kontakt zu einem ehemaligen Kollegen aus der Verwaltung „Kohle“, Clemens Laby. Laby war bereits vom Ost- in den Westsektor Berlins umgezogen und vermittelte Laurenz Kontakte zu dem vermeintlichen Unternehmer „Schubert“. Schubert war – wie Laby – Agent für die Organisation Gehlen, den Vorgänger des Bundesnachrichtendienstes; möglicherweise war Schubert der Deckname für Gehlen selbst. Laurenz später vor Gericht über die Anwerbung:

„Laby sagte mir: Hören Sie zu. Schubert ist Leiter oder Direktor so irgendeines westdeutschen Nachrichtendienstes. Die möchten, dass Sie mitarbeiten. Sie können 400 Mark im Monat bekommen und hätten also Berichte zu liefern aus Politik, Wirtschaft, Kultur und so weiter, nicht Militär, gewisse Sachen wohl ausgenommen, über die Deutsche Demokratische Republik.“

Spätestens ab 1952 arbeitete Laurenz als Spion für „den Dienst“, ohne jedoch genau zu wissen, um welchen Geheimdienst es sich handelte. Elli Barczatis, die als Vertraute Otto Grotewohls Zugang zu Geheimdokumenten besaß, gab diese, in dem Glauben, Laurenz benötige sie für seine journalistische Arbeit, an diesen weiter. Beim bundesdeutschen Geheimdienst lief der Vorgang unter dem Decknamen „Gänseblümchen“, beim Ministerium für Staatssicherheit (MfS) der DDR als Gruppenvorgang „Sylvester“. Für die Nachrichtenübermittlung erhielt Laurenz im Laufe der Jahre mehrere tausend Mark und machte Elli Barczatis davon kleinere und größere Geschenke, von Schokolade bis zum Rundfunkempfänger.

### Schleppende Ermittlungen
Die Ermittlungen waren bereits im Januar 1951 angelaufen, lieferten aber bis Ende 1954 kaum brauchbare Ergebnisse. In den Unterlagen des MfS häuften sich abgebrochene Beschattungsprotokolle, weil die Betroffenen die S-Bahn in den Westsektor Berlins nahmen. Auch die Telefonüberwachung und das Abfangen von Briefen lieferten keinerlei Beweise für eine Agententätigkeit, sondern allenfalls Einblick in eine problematische Liebesbeziehung. Die kriminologische Überführung gelang schließlich mit einer Falle: Ein MfS-Mitarbeiter präparierte Dokumente und erkannte einen Tag später, dass Barczatis sie unerlaubt aus dem Panzerschrank des Ministers entnommen und wieder zurückgebracht hatte. Dass sie die Dokumente mit nach Hause nahm, um sie Laurenz zu zeigen, gab sie später unter richterlichem Druck zu, es konnte ihr jedoch nicht nachgewiesen werden.

### Festnahme
Die ursprünglich für den 8. Dezember 1954 geplante Festnahme verschob sich aus unbekannten Gründen auf das Frühjahr 1955. Am 4. März wurde Karl Laurenz beim Verlassen seines Hauses in der Vinetastraße 49 in Berlin-Pankow verhaftet und zur Volkspolizeiinspektion Berlin-Lichtenberg gebracht. Es folgte eine halbjährige Untersuchungshaft in Berlin-Hohenschönhausen. Dort wurden Laurenz von Leutnant Gerhard Niebling vernommen. Laurenz – zunächst geständig – verweigerte später die Aussage, bis die stundenlangen Nachtverhöre gegen ihn eingestellt wurden. In den Vernehmungen verglich er die Staatssicherheit der DDR mit dem nationalsozialistischen Sicherheitsdienst (SD) und der Gestapo.

### Prozess und Hinrichtung
Am 17. Juni 1955 wurden die Untersuchungen mit der Empfehlung, die Hauptverhandlung unter Ausschluss der Öffentlichkeit durchzuführen, abgeschlossen. Diese fand an einem einzigen Tag, dem 23. September 1955, in Berlin-Mitte vor dem 1. Strafsenat unter Vorsitz des Richters Walter Ziegler statt. Weder Barczatis noch Laurenz verfügten über einen Verteidiger. Neben den Angeklagten, dem Gericht und dem Staatsanwalt saßen nur MfS-Offiziere im Gerichtssaal. Obwohl die ursprüngliche Empfehlung lebenslange Freiheitsstrafe lautete, wurden beide Angeklagten am 23. September wegen „Boykotthetze“ nach Artikel 6 der Verfassung der DDR (dem Standardartikel bei Spionage) zum Tode verurteilt. Es waren die Todesurteile acht und neun des Jahres 1955 in diesem Gericht. Die Gnadengesuche lehnte DDR-Präsident Wilhelm Pieck am 11. November ab.
Beide Urteile wurden am 23. November 1955 in der Zentralen Hinrichtungsstätte der DDR in der Untersuchungshaftanstalt Dresden I durch die Fallschwertmaschine vollstreckt und die Leichname eingeäschert. Am 12. Oktober 1955 schloss die Stasi den Fall „Sylvester“ offiziell ab.

## Bewertung und juristische Aufarbeitung
Für die Bundesrepublik war Elli Barczatis angeblich von hohem nachrichtendienstlichen Wert. So bezeichnete der ehemalige BND-Chef Reinhard Gehlen Elli Barczatis in seinen 1971 erschienenen Memoiren als eine „der ersten wichtigen Verbindungen im anderen Teil Deutschlands“ und dankte ihr für ihre „hingebungsvolle und erfolgreiche Tätigkeit“.
Laurenz hielt seine Agententätigkeit für lapidar und die nachrichtendienstliche Bedeutung seiner Informationen an den Westen für bedeutungslos. Ein typisches Zitat aus dem eintägigen Gerichtsprozess:

„Ich habe geschrieben über die Berliner Konferenz, ich habe geschrieben über die […] Umstellung auf Goldbasis unserer Währung, ich habe über das 21. Plenum geschrieben, ich habe gewisse Dinge glossiert, die mir glossierenswert erschienen, z. B. wenn irgendwo […] in der demokratischen Presse geschrieben worden war, dass bei irgendeinem Bau, was weiß ich, die Toiletten nicht funktionierten. […] Es war jedenfalls ein Krampf, diese zwei Meldungen in der Woche zusammenzubekommen, denn ich durfte grundsätzlich nichts mehr berichten, was bereits in der Zeitung stand oder durch den Rundfunk gegeben war. Von Laby weiß ich, dass die Organisation in Westberlin eine eigene Funkanlage hatte, um wichtige Nachrichten per Funk sofort weiterzugeben. Und ich muss feststellen, dass in meiner ganzen zweijährigen Tätigkeit von mir aus nicht eine einzige Meldung per Funk weitergegeben worden ist.“

Die Beisitzende Richterin Helene Heymann (zum Zeitpunkt des Prozesses Helene Kleine) musste sich 1995 vor dem Landgericht Berlin wegen Totschlags, Freiheitsberaubung und Rechtsbeugung verantworten. Weil sie wissentlich unverhältnismäßig hohe Strafen verhängte, erhielt sie eine Freiheitsstrafe von fünf Jahren, deren Vollstreckung jedoch ausgesetzt wurde.
Karl Laurenz wurde am 28. November 2006 durch das Landgericht Berlin strafrechtlich rehabilitiert.

## Originaldokumente
| Eröffnung des offiziellen Ermittlungsvorgangs „Sylvester“ 26. Juni 1951 | Eröffnung des offiziellen Ermittlungsvorgangs „Sylvester“ 26. Juni 1951 |
| ----------------------------------------------------------------------- | --- |
|                                                                         | „Deutsche Demokratische Republik. Ministerium für Staatssicherheit. Beschluß über das Anlegen eines Gruppenvorganges Gr.V.44/51. Berlin, den 26.6.51. Über: Frl. Barczatis Elli, Geburtstag 7.1.1912, Geburtsort Berlin, Wohnadresse Berlin Köpenik [Straßenname von BStU geschwärzt] Der/Die Barczatis, heutige Sekretärin bei Herrn Grotewohl wurde beobachtet, wie sie in der HO Gaststätte Leipzigerstr. einen Herrn Laurenz, mit welchem sie früher in der Hauptverwaltung Kohle zusammen beschäftigt war, unter verdächtigen Umständen ein Aktenbündel übergab. Laurens war Mitglied der SED und wurde ausgeschlossen. Er macht sich verdächtig, indem er versucht Verhältnisse mit weiblichen Mitarbeiterinnen anzuknüpfen. Im Zusammenhang damit ist über Barczatis / Laurenz / Rettschlag der der Zugehörigkeit zu einer Agententätigkeit verdächtigt ist, ein Gruppenvorgang anzulegen und die notwendigen Maßnahmen zu ergreifen. Der Vorgang ist in der Abteilung Erfassung und Statistik unter der Bezeichnung Sylvester zu führen. [unterzeichnet] Der Mitarbeiter: Böhm. Der Leiter: Keuscher. Bestätigt 28.6.51 Mielke“ – Quelle: BStU MfS 57/56 Band 1, S. 67 f. Schreibmaschinen-Dokument. Alle typografischen Eigenheiten und Fehler sind aus dem Originalprotokoll übernommen. |
| Ermittlungsbericht der Staatssicherheit 29. Mai 1952                    | |
|                                                                         | „Abteilung VI, Referat II, Berlin den 29. Mai 1952. Ermittlungsbericht. Betr.: Anton Laurenz, wh. Pankow- [von BStU geschwärzt] Die am 28. Mai 1952 durchgeführten Ermittlungen im Hause des L. kamen zu keinen Erfolg. Im Hause wußte niemand bescheid wo L. arbeitet. Ebenfalls die Kartenbeauftragte konnte die Arbeitsstelle des L. nicht angeben. Die angebliche Arbeitsstelle des L. bei Rechtsanwalt Greffin Rathenaustr. 46 stimmt nicht. Das Haus Nummer 46 ist ausgebombt. Im Nebenhaus Nr. 45 wohnt ein Rechtsanwalt Schlurak. [unterzeichnet] Dombrowsky“ – Quelle: BStU MfS 57/56 Band 1, S. 98. Handschriftliches Dokument. Alle typografischen Eigenheiten und Fehler sind aus dem Originalprotokoll übernommen. |
| Aktenvermerk der Staatssicherheit 3. Juni 1952                          | |
|                                                                         | „Abt. VI, Ref. II, Berlin den 3.6.1952. /Ko. Aktenvermerk. Betr.: Ermittlungen im Ministerium für Post und Fernmeldewesen über Laurens, Karl geb. 11.9.05 Bezug. ohne Die Ermittlungen über die Obengenannte Person am 29.5.52 ergaben folgendes. Der Obengenannte ist beschäftigt bei einem Dr. Greffin dieser wohnte solange in der Königsstr. in Köpenik. Bei weiteren Ermittlungen über den Obengenannten konnte festgestellt werden, daß dieser seit dem 1.4.52 als Jurist in der Uhlandstr. 28 bei Dr. Greffin beschäftigt ist, wo er bis jetzt noch sein soll. [unterzeichnet] Koschig.“ – Quelle: BStU MfS 57/56 Band 1, S. 100. Schreibmaschinen-Dokument. Alle typografischen Eigenheiten und Fehler sind aus dem Originalprotokoll übernommen. |
| Telefonüberwachungsbericht der Staatssicherheit 21. April 1953          | |
|                                                                         | „Hauptabteilung S. Berlin, den 21.4.1953. Az.: 168/73 Bg X/6 Bericht über eine Unterhaltung zwischen einem Herrn aus Potsdam und einer Dame am 16.4.1953 um 19.25 Uhr. Der Herr fragt die Dame, wie es ihr ginge. Diese sagt darauf, dass sie heute Prüfungsarbeit geschrieben haben. Ihr wäre richtig schlecht vor Aufregung gewesen. Sie wäre also dann am Sonnabend um 3/4 4 Uhr in Grünau. Sie fragt, ob sie gleich gehen wollten, oder ob sie erst die Tasche nach Hause bringen sollte, und wo sie sich dann treffen wollten. Der Herr meint, dass sie gleich weiter gehen und dass sie sich im Maulwurf (oder ein ähnliches Wort) treffen wollten. Die Dame meint, dass sie sich lieber an der Strassenbahn treffen wollten. Darauf sagt der Herr, falls es regnen sollte, dann ginge er schon vor ins Gesellschaftshaus. Die Dame ist damit einverstanden und bittet ihn, er möchte ihr für eine Bekannte eine kleine Packung Otalgan besorgen. Der Herr fragt, ob das hier oder dort sei. Die Dame meint, dass es dort sei. Der Herr sagt, dass dann alles klar wäre. Daraufhin sagt die Dame nochmals, dass sie sich entweder an der Strassenbahn oder bei schlechtem Wetter im Gesellschaftshaus im Gesellschaftshaus treffen würden. Sie verabschieden sich voneinander. [unterzeichnet] Oberstleutnant“ – Quelle: BStU MfS 57/56 Band 2, S. 136. Schreibmaschinen-Dokument. Alle typografischen Eigenheiten und Fehler sind aus dem Originalprotokoll übernommen. |
| Anklage 16. Juli 1955                                                   | |
|                                                                         | „Der Generalstaatsanwalt der Deutschen Demokratischen Republik - I a 27 /55 Berlin, den 16. Juli 1955 An das Oberste Gericht der Deutschen Demokratischen Republik - I. Strafsenat - Berlin N4, Scharnhorststr. 34 Anklage Ich klage an: 1) Laurenz, Karl, geb. am 11.9.1905 in Brünn, Beruf: Jurist und Journalist, zuletzt tätig als freischaffender Übersetzer, wohnhaft: Berlin-Pankow [Straße von BStU geschwärzt], Staatsangehörigkeit: deutsch, Vorstrafen: 5 Monate Gefängnis wegen Begünstigung, in dieser Sache in Haft seit dem 5.3.1955 2) Barczatis, Elli, Helene, geb. am 7.1.1912 in Berlin, Beruf: kaufmännische Angestellte, zuletzt tätig als Referentin im Büro des Präsidiums des Ministerrats der DDR, wohnhaft: Berlin - Köpenik, [Straße von BStU geschwärzt], Staatsangehörigkeit: deutsch, Vorstrafen: keine, in der Sache in Haft seit dem 5.3.1955 [Seite 2 und 3, hier nicht abgebildet:] Beide Beschuldigten haben sich schwerster Verbrechen am deutschen Volk schuldig gemacht. Sie handelten im Auftrage der Spionageorganisation Gehlen und leisteten den amerikanischen und deutschen Imperialisten Handlangerdienste bei ihren verbrecherischen Bestrebungen zur Vertiefung der Spaltung Deutschlands und zur Entfesselung eines neuen Krieges. Sie sind Feinde der Arbeiterklasse und der Deutschen Demokratischen Republik. […] Ich beantrage 1. Das Hauptverfahren vor dem I. Strafsenat des Obersten Gerichts der Deutschen Demokratischen Republik zu eröffnen, 2. Termin zur Hauptverhandlung unter Ausschluß der Öffentlichkeit anzuberaumen, 3. die Fortdauer der Untersuchungshaft zu beschliessen.“ – Quelle: BStU MfS AU 406/55, Band 3, S. 38ff. Schreibmaschinen-Dokument. Alle typografischen Eigenheiten und Fehler sind aus dem Originaldokument übernommen. |
| Todesurteile 23. September 1955                                         | |
|                                                                         | „Oberstes Gericht der Deutschen Demokratischen Republik 1. Strafsenat 1 Zst (I) 7/55 Im Namen des Volkes In der Strafsache gegen 1. Laurenz, Karl […], 2. Barczatis, Elli, Helene […] wegen Verbrechen gegen Art. 6 der Verfassung der Deutschen Demokratischen Republik durch den 1. Strafsenat in der Sitzung vom 23. September 1955, an der teilgenommen haben: Vizepräsident Ziegler als Vorsitzender, Oberrichter Dr. Löwenthal, Oberrichter Frau Kleine als besitzender Richter, Staatsanwalt Lindner als Vertreter des Generalstaatsanwalts der Deutschen Demokratischen Republik, Hauptsachbearbeiter Klenke als Protokollführer, für Recht erkannt: Wegen Verbrechens gegen Artikel 6 der Verfassung der Deutschen Demokratischen Republik werden verurteilt: der Angeklagte L a u r e n z zum T o d e, die Angeklagte B a r c z a t i s zum T o d e. Die Angeklagten haben die Kosten des Verfahrens zu tragen. Gründe […]“ – Quelle: BStU MfS AU 406/55, Band 3, S. 132. Schreibmaschinen-Dokument, Fotokopie der Abschrift. Alle typografischen Eigenheiten und Fehler sind aus dem Originaldokument übernommen. |
| Vollstreckungsprotokoll der Hinrichtung 23. November 1955               | |
|                                                                         | „Untersuchungshaftanstalt I Dresden, George-Bähr-Str. 5 Dresden, den 23.11.1955 Vollstreckungsprotokoll In der Strafsache gegen Laurenz, Karl, geb. 11.9.1905, vom Obersten Gericht der DDR, 1. Strafsenat, wegen Verbrechen gegen Artikel 6 der Verfassung der DDR am 23.9.1955 zum Tode verurteilt, wurde am 22.11.1955 nach Feststellung der Personengleichheit 22.00 Uhr die Verkündung durch Gen. Staatsanwalt J a h n k e als Vertreter des Generalstaatsanwaltes im Beisein des Gen. VP.-Rat J o n a k als Vertreter der Vollstreckungsbehörde vorgenommen. Dem Verurteilten wurde mitgeteilt, daß sein Gnadengesuch abgelehnt wurde und die Vollstreckung am 23.11.1955 in den Morgenstunden stattfindet. Der Verurteilte nahm die Verkündung gefaßt entgegen, und erbat sich auf Befragen an seine Angehörigen schreiben sowie rauchen zu dürfen. Desgleichen äußerte er die Bitte, um etwas Eßbares. Alle diese Wünsche wurden ihm erfüllt. Der Verurteilte verbrachte die Nacht mit Rauchen und Schreiben. Im übrigen verhielt er sich ruhig und bereitete keinerlei Schwierigkeiten. Um 3.05 Uhr wurde er gefesselt und in den Richtraum gebracht. Dort selbst wurde ihm im Beisein des Gen. Hauptarztes Dr. Skrobeck vom Anstaltsleiter nochmals kurz das Urteil verkündet und er daraufhin dem Scharfrichter übergeben. Die Vollstreckung nahm ca. 3 Sek. in Anspruch. Nach erfolgter Ausfertigung sämtlicher vorgeschriebener Papiere wurde die Leiche im VP.-eigenen Kfz. mit der Freigabebescheinigung des Bezirksstaatsanwaltes nach dem Krematorium Tolkewitz gebracht und die Einäscherung im Beisein des Gen. VP.Hwm. Bachmann vollzogen. als Vertreter des Generalstaatsanwaltes [Unterschrift] Jahnke, Staatsanwalt als Vertreter der Vollstreckungsbehörde [Unterschrift] Jonak, VP.-Rat“ – Quelle: BStU MfS AU 406/55, Band 3, S. 141. Schreibmaschinen-Dokument. Alle typografischen Eigenheiten und Fehler sind aus dem Originalprotokoll übernommen. |

## Hörbuch
- Maximilian Schönherr: Fallbeil für Gänseblümchen, Feature. Christoph Merian Verlag, Basel 2012, 1 CD, 53 Min., ausgezeichnet mit dem Deutschen Hörbuchpreis 2014 als bestes dokumentarisches Hörbuch.